# Il vero amore (Max Gazzè)
Il vero amore è il terzo singolo estratto dall'album La matematica dei rami del cantautore Max Gazzè, pubblicato il 9 luglio 2021.

## Descrizione
Si tratta di una nuova versione del brano, che si caratterizza per la partecipazione vocale della cantante italiana Greta Zuccoli.

## Video musicale
Il videoclip del brano, diretto Andree Lucini, è stato pubblicato il 12 luglio 2021 sul canale YouTube del cantautore. Il video è stato girato vicino a Roma e ha un'ambientazione anni 1960.

## Tracce
1. Il vero amore (feat. Greta Zuccoli) – 3:36